# Josef Bojas

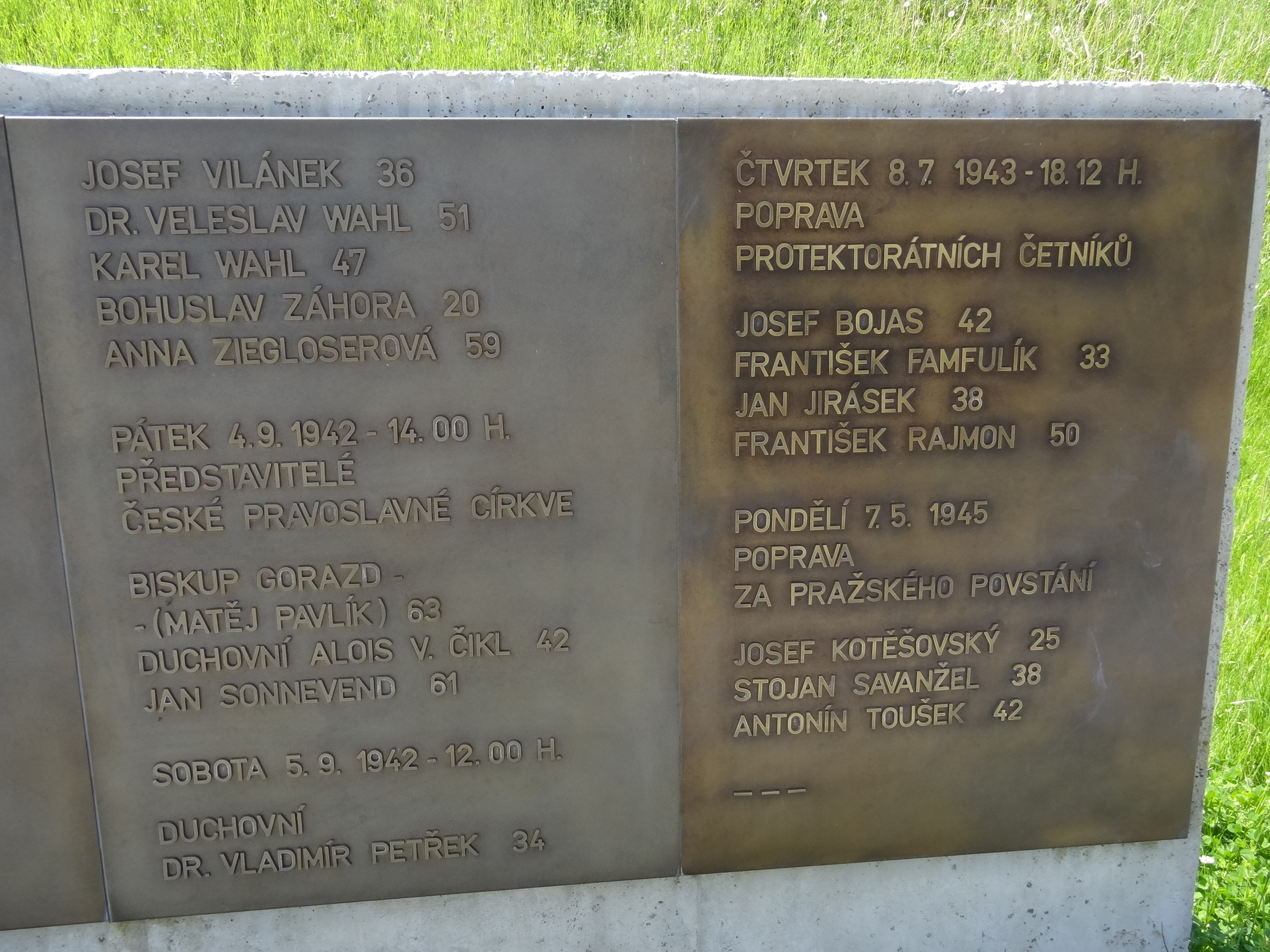
Poslední pamětní deska na kobyliské střelnici (na pravé straně fotografie) nese jména zastřelených protektorátních četníků

Vrchní strážmistr Josef Bojas (25. března 1901 Plzeň – 8. července 1943 Praha, Kobyliská střelnice) byl český protektorátní četník a odbojář popravený nacisty.

## Život

### Mládí
Josef Bojas se narodil 25. března 1901 v Plzni Karlovi a Justině Bojasovým. Jeho otec byl knihař, matka se podruhé vdala za Václava Řežábka, důstojníka četnictva a okresního velitele. Josef Bojas absolvoval pět tříd obecné a čtyři třídy měšťanské školy, poté se vyučil elektrotechnikem. Vojenskou prezenční službu nastoupil v roce 1921 u plzeňského 18. pěšího pluku a dosáhl hodnosti desátníka.

### Četnická služba
Po vzoru svého nevlastního otce nastoupil Josef Bojas 15. října 1924 k četnictvu. Nejprve jako četník na zkoušku u zemského velitelství v Bratislavě v hodnosti desátníka získané v armádě. Výcvik ukončil zkouškou 17. června 1925 a po uplynutí zkušebního roku byl přijat do definitivního stavu v hodnosti strážmistra. Jako podřízený četník sloužil na několika stanicích na Slovensku. Vzhledem k dobrým výsledkům byl povýšen a 1. září 1936 vyslán do bratislavské školy pro výcvik velitelů četnických stanic, kterou ukončil v červnu 1937. V prosinci téhož roku byl povýšen do hodnosti praporčíka. Po vzniku Slovenského štátu v roce 1939 byl propuštěn ze stavu slovenského četnictva, vrátil se do Nepomuku a zažádal o zařazení do četnictva protektorátního. Byl přijat a sloužil na služebnách v Říčanech, Třemošné a nakonec na vlastní žádost ve Strančicích.

### Protinacistický odboj
Po příchodu do Strančic se Josef Bojas zapojil do protinacistického odboje v odbojové skupině Maršála Timošenka. Činnost skupiny zasahovala prostor od Prahy po Tábor. K odhalení došlo na začátku roku 1943 zásluhou pražského gestapa. Josef Bojas byl zatčen gestapem 26. února 1943 ráno na četnickém zemském velitelství v Praze, kam byl na ten den pozván. Popraven byl 8. července 1943 na kobyliské střelnici společně s dalšími četníky: strážmistrem četnictva Františkem Famfulíkem, štábním strážmistrem Janem Jiráskem a štábním strážmistrem četnictva Františkem Rajmonem. Rozhodnutím Heinricha Himmlera a Karla Hermanna Franka byla poprava veřejná, přičemž bylo z odstrašujících důvodů do Kobylis naveleno 30 důstojníků a 120 příslušníků protektorátního četnictva a policie, kteří měli popravu sledovat. Odsouzení před samotnou exekucí kladli tuhý odpor při přivazování ke kůlům a zakrývání očí páskou a provolávali pročeskoslovenská a protinacistická hesla. Sám Josef Bojas zvolal na přihlížející četníky Kamarádi, my víme, proč umíráme, za nás se stydět nemusíte! Nacistické úřady již podobnou akci do konce druhé světové války raději nezopakovaly.

Protektorátní četníci popravení společně s Josefem Bojasem
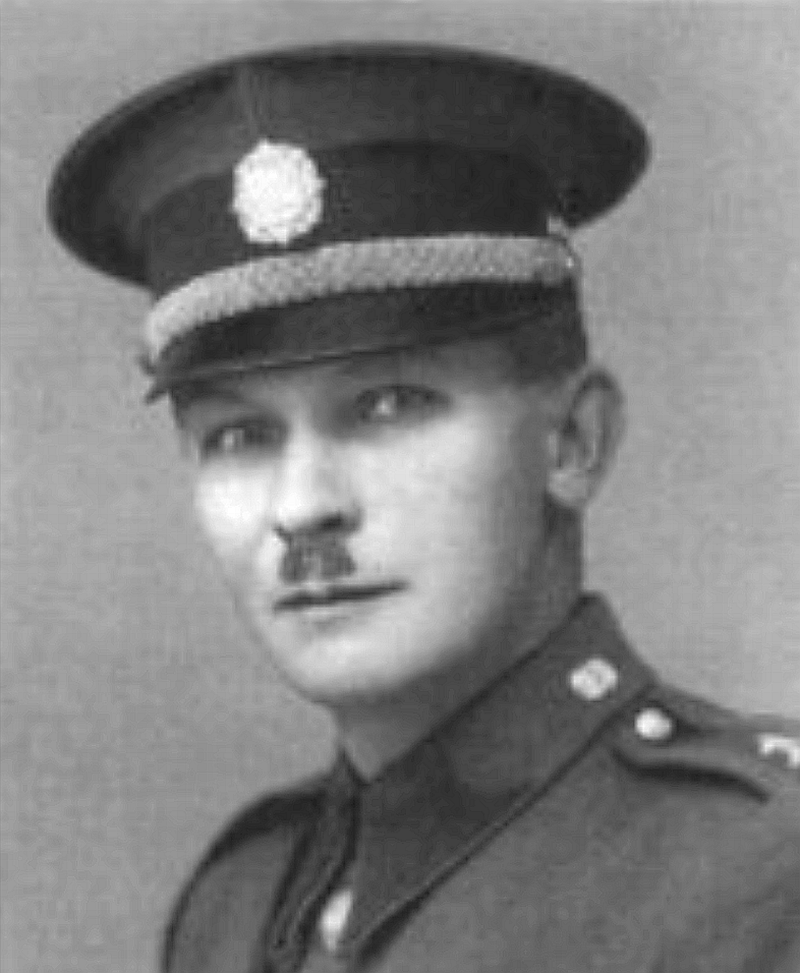
František Rajmon
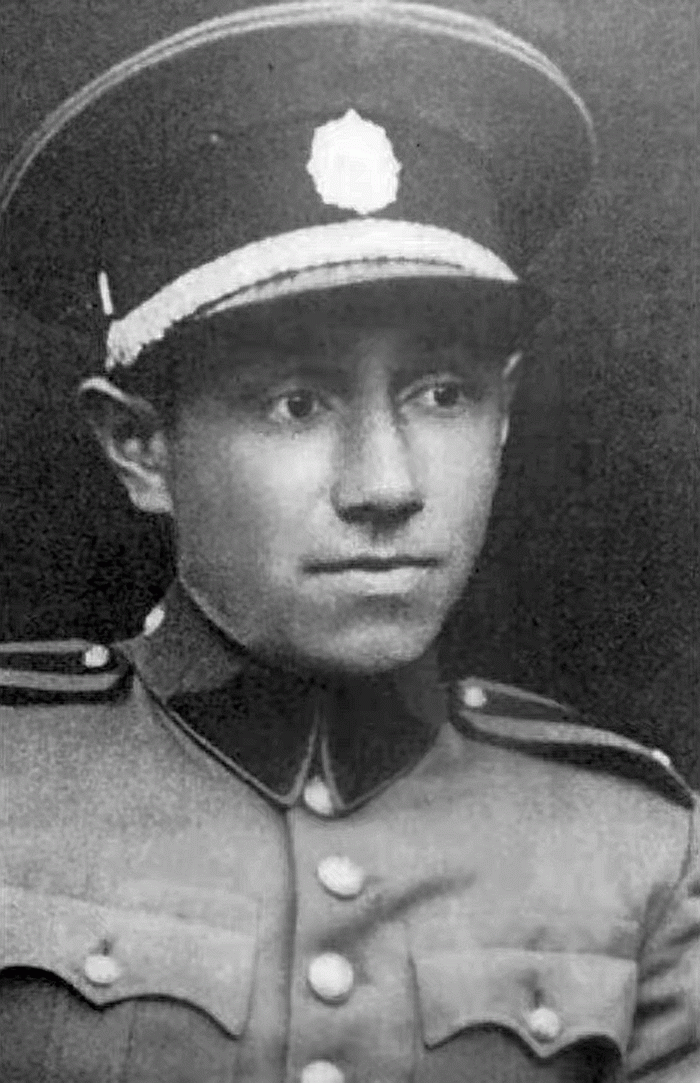
František Famfulík
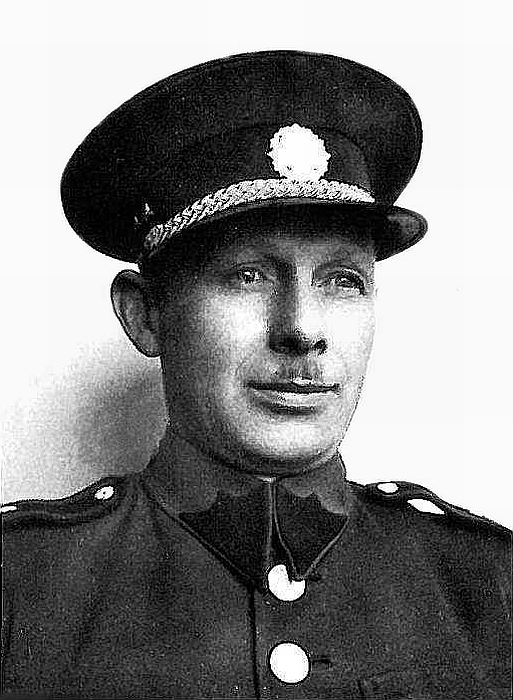
Jan Jirásek

## Posmrtná ocenění
- Dne 20. října 1945 udělil in memoriam Josefu Bojasovi prezident republiky Československý válečný kříž 1939.
- Dne 27. května 1946 byl Josef Bojas in memoriam povýšen do hodnosti vrchního strážmistra.
- Dne 27. července 1948 udělil Svaz osvobozených politických vězňů Josefu Bojasovi in memoriam Pamětní odznak SOPVP 1939–1945.
- Dne 29. srpna 1964 udělil in memoriam Josefu Bojasovi prezident republiky Pamětní medaili k 20. výročí Slovenského národního povstání.

## Posmrtné připomínky

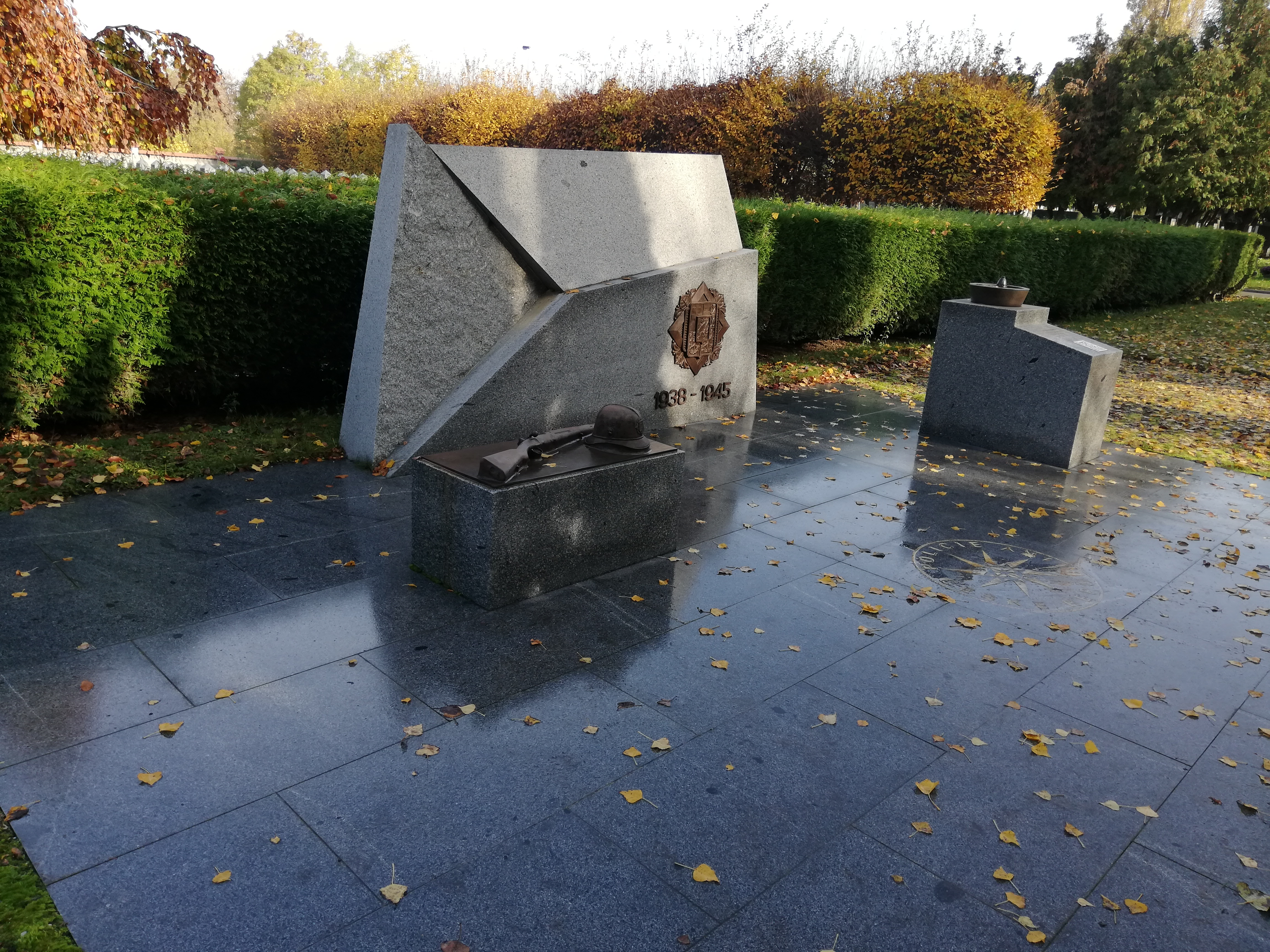
Památník příslušníkům policie a četnictva

- Na domě Josefa Bojase ve Strančicích byla 5. května 1946 umístěna pamětní deska.
- Prostranství ve Strančicích nese název "náves Četníka J. Bojase".
- V těsném sousedství kobyliské střelnice na Praze 8 nese jedna z ulic název Bojasova.
- Dodatečná smaltovaná modrá uliční cedule (odhalená slavnostně 1. srpna 2018) se nachází při ústí ulice Slancovy do ulice Bojasovy a nese nápis: „Josef Bojas (1901–1943) Působil u četnictva, kde byl jako praporčík velitelem četnické stanice ve Strančicích u Říčan. Během okupace se zapojil do protinacistického odboje. Za tuto svou odbojovou činnost byl nacisty popraven na střelnici v Kobylisích.“[3]
- Jeho jméno je uvedeno na jedné z 36 pamětních mosazných desek v areálu památníku (národní kulturní památky) kobyliské střelnice. Spolu s ním jsou zde uvedena jména dalších protektorátních četníků (František Famfulík, Jan Jirásek, František Rajmon), kteří byli na střelnici popraveni 8. července 1943.[4]
- Jeho jméno je uvedeno na Památníku příslušníkům policie a četnictva, kteří položili své životy při obraně vlasti v letech 1938 až 1945.[5] Památník je vzpomínkou na četníky a policisty v uniformě kteří přišli o život při výkonu své práce (v předválečné době, v československém příhraničí, v protiněmeckém odboji, při osvobozování na konci druhé světové války) nebo se stali oběťmi záměrné likvidace v nacistických koncentračních táborech.[5] Výrobu památníku zadalo Policejní prezidium České republiky.[5] Muzeum Policie České republiky a Správa pražských hřbitovů rozhodli začátkem roku 2014 o umístění památníku na vojenském pohřebišti Olšanských hřbitovů v Praze.[5] Uměleckou myšlenku památníku ztvárnil sochař MgA. Jiří Kašpar (* 20. ledna 1977, Praha). Památník byl dokončen 26. října 2015 a dne 5. listopadu 2015 byl slavnostně odhalen.[5]